# Sabás Iturbide Rojas
Sabás Iturbide Rojas (1818-1885) fue un político mexicano. 

## Biografía
Diputado constituyente en 1857, fue gobernador interino del Estado de México entre el 4 de julio y el 7 de octubre de 1857. Desde la tribuna del Congreso pugnó por la creación de un municipio en territorio de San Francisco Atizapán (hoy Atizapán de Zaragoza).
Estando en Michoacán, el liberal Sabás Iturbide Rojas dejó la gubernatura del Estado de México a Simón Guzmán. Tocó a este apoyar la campaña de Miguel Blanco, quien pretendía tomar Toluca y aun sorprender la Ciudad de México. Este y otros intentos se frustraron hasta mediados de 1860, cuando Berriozábal logró enseñorearse del valle de Toluca. Este avance fue uno de los pasos que prepararon la resonante batalla de Silao, ganada por los constitucionalistas. A ella concurrió Berriozábal con la división del Estado de México. Sin embargo, una vez que retornó a Toluca, fue sorprendido por Miramón, quien penetró audazmente hasta el centro de la ciudad; mas fue pasajera la hazaña conservadora, pues el 22 de diciembre de 1860 Miramón fue derrotado en San Miguel Calpulalpan, al noroeste de la entidad, por González Ortega. 